# MIFA Mitteldeutsche Fahrradwerke
MIFA Mitteldeutsche Fahrradwerke AG — німецький виробник велосипедів. Штаб-квартира розташована у місті Зангерхаузен (Sangerhausen).

## Історія

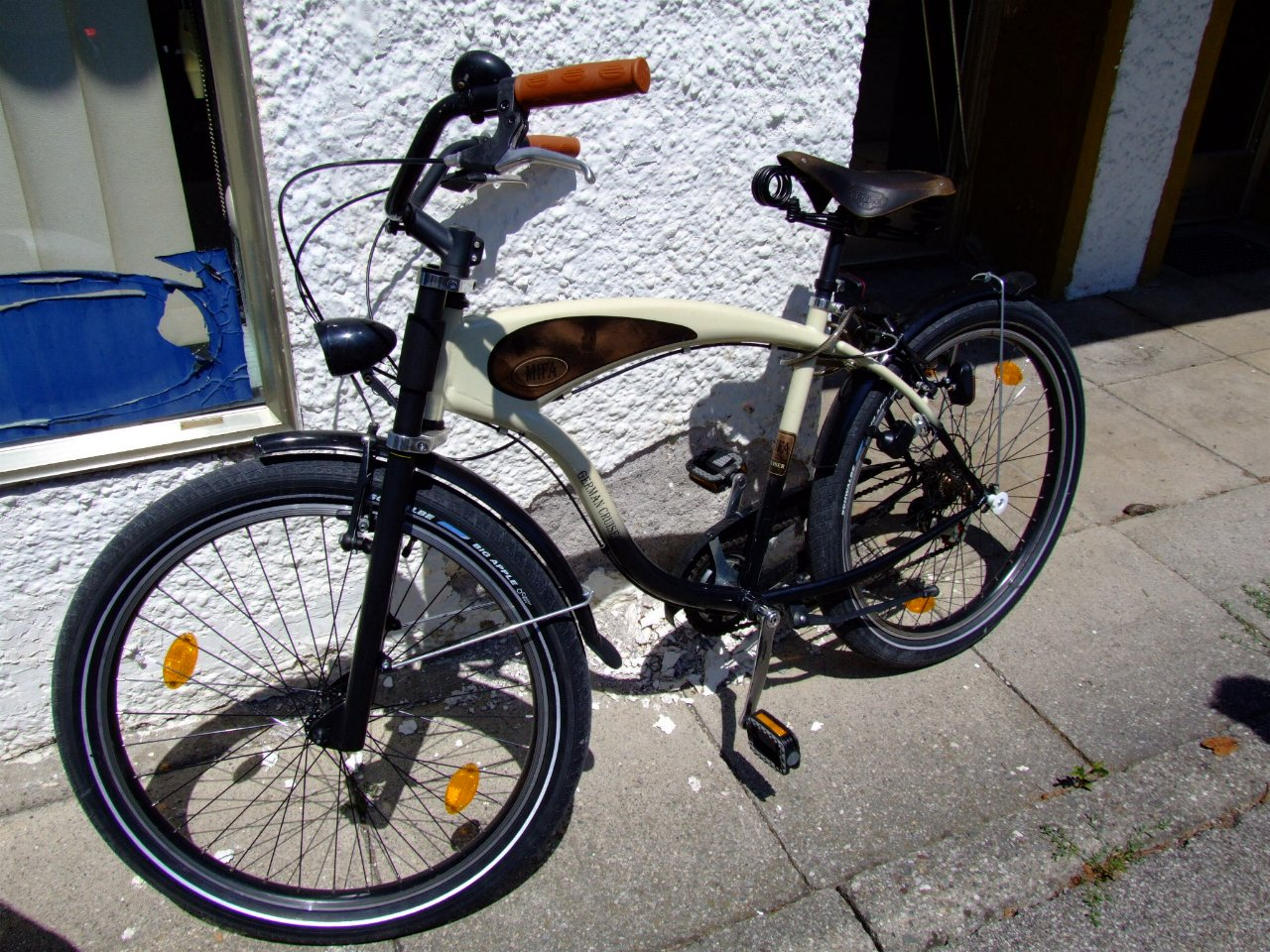
Круїзер MIFA

Компанія MIFA заснована у 1907 році. Сьогодні це компанія яка динамічно розвивається. Виготовляє також велосипеди під торговельною маркою Germatec та Calvin. Працює в основному на ринок Німеччини, але ринки збуту щороку розширюються.